# 斯温·卡什
斯温泰拉·玛丽“斯温”·卡什·卡纳尔（英語：Swintayla Marie "Swin" Cash Canal，1979年9月22日—），美国前女子职业篮球运动员，曾效力于WNBA。曾代表国家队参加2004年和2012年奥运，两次参赛都获得金牌。